# Luxembourg (Stuhl)

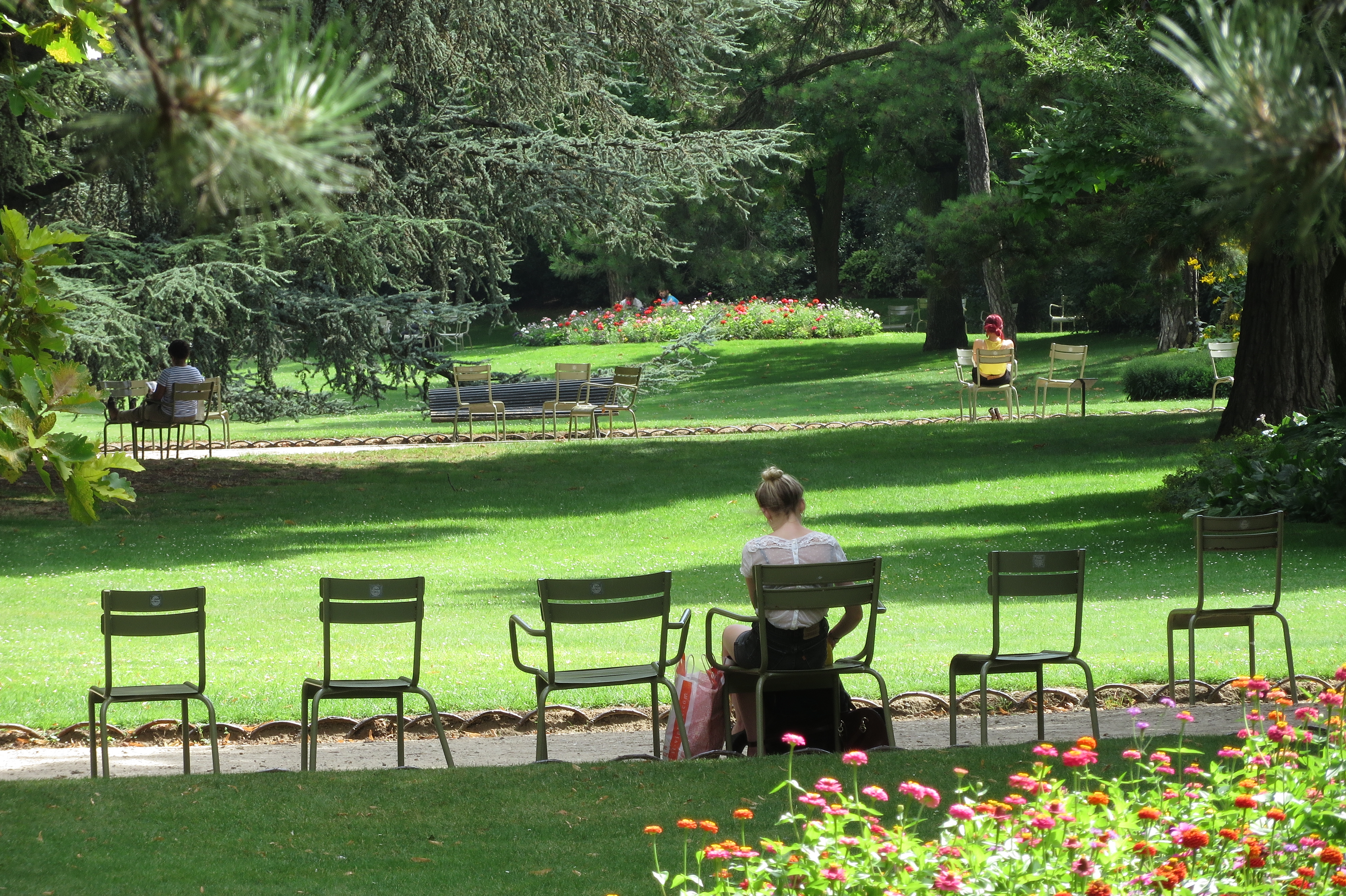
Luxembourg-Stühle im Jardin du Luxembourg

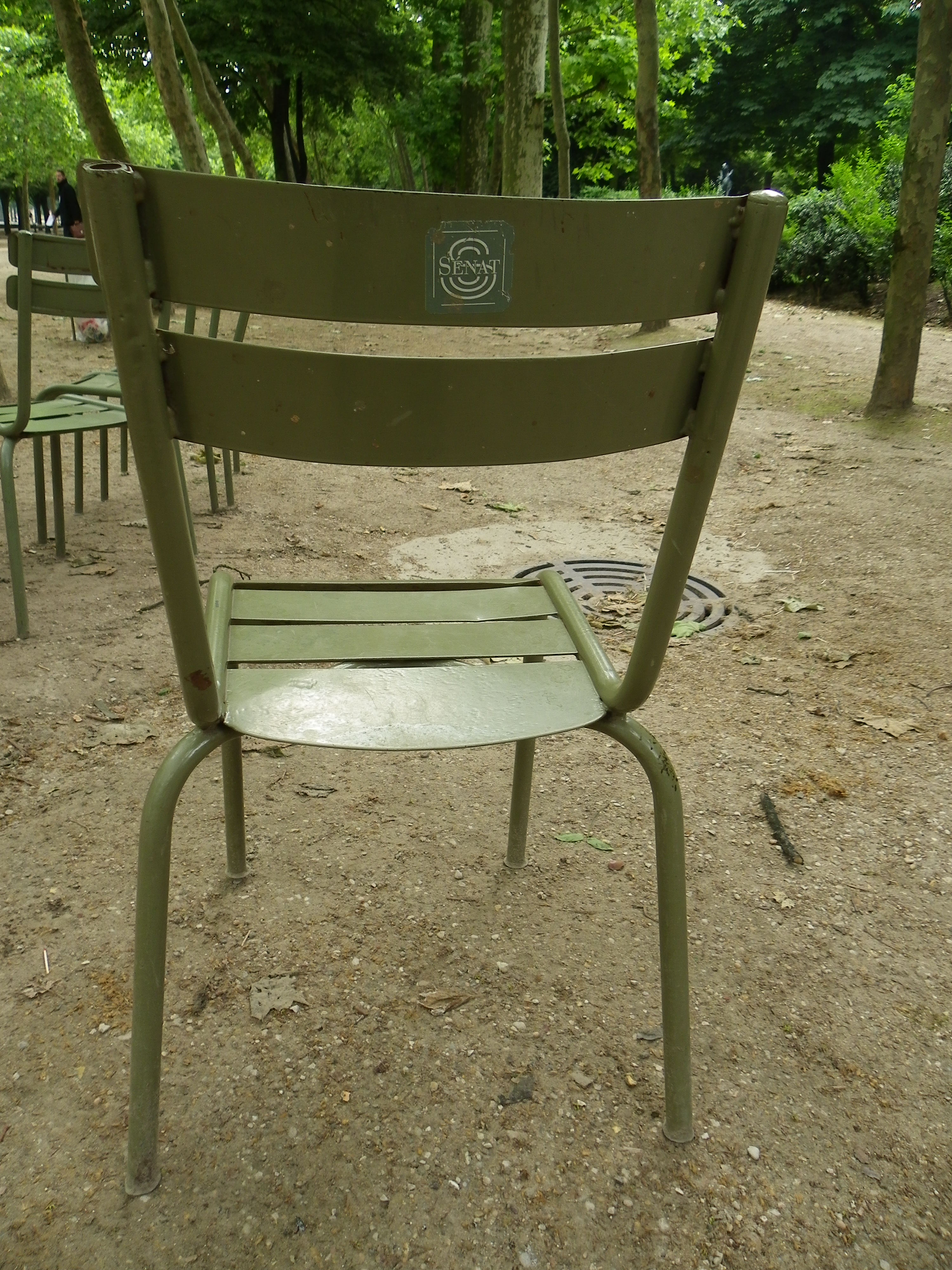
Stuhl mit Senatslogo im Jardin du Luxembourg

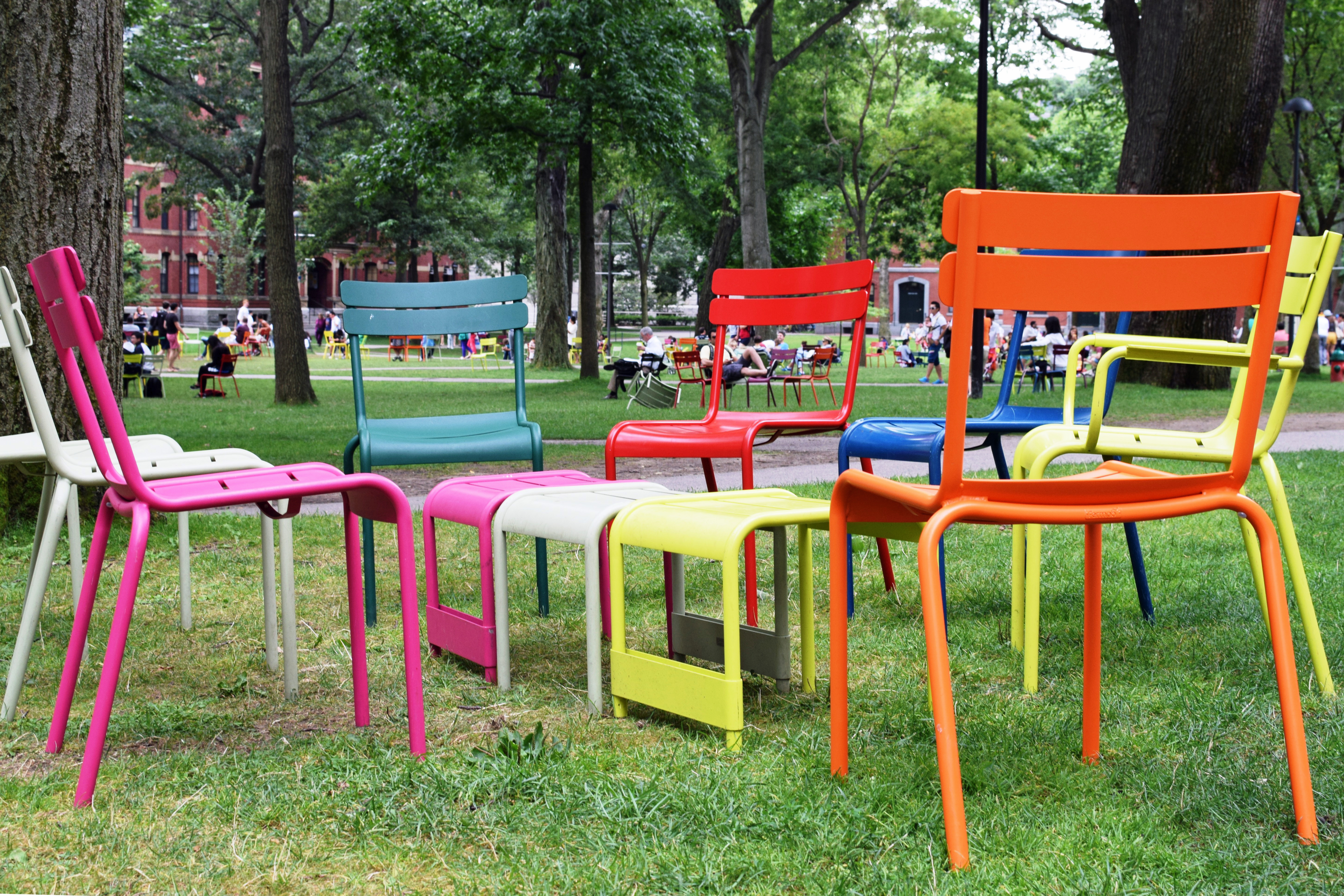
Luxembourg-Stühle im Old Yard, Harvard University

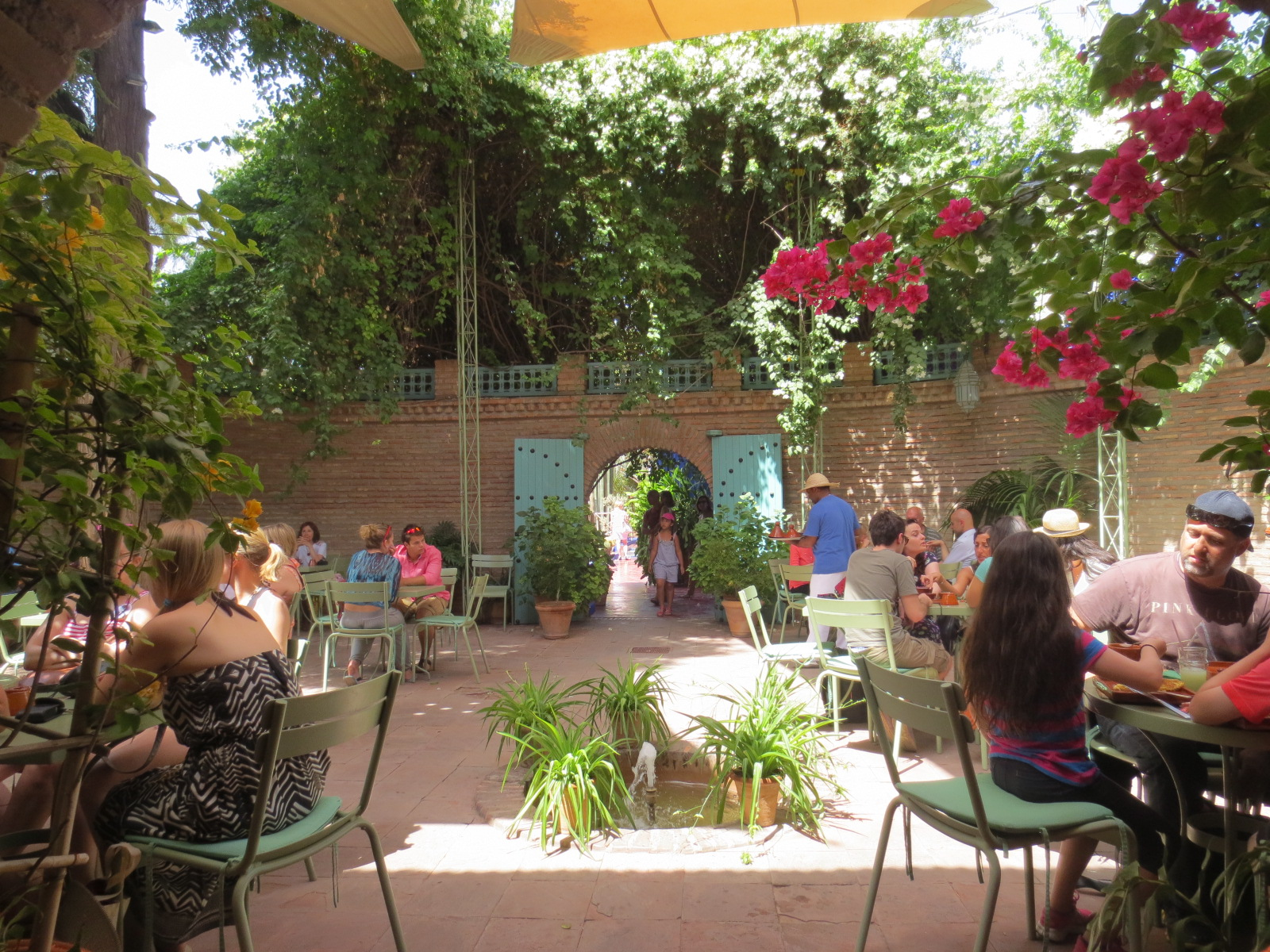
Luxembourg im Jardin Majorelle

Luxembourg ist ein Stuhlmodell. Das Modell, das der Möblierung von Gärten und Parks dient, wird seit 2003 hergestellt und ist Nachfolgemodell des Senat. Ursprünglich Anfang des 20. Jahrhunderts für den Jardin du Luxembourg in Paris entworfen, findet er sich heute in Parks weltweit. Seit 2003 werden die Stühle von Fermob in Lyon hergestellt.

## Geschichte
Gestaltet wurde der Stuhl Senat in den 1920ern von den Ateliers de la Ville de Paris, den städtischen Werkstätten von Paris, für den Jardin du Luxembourg, in dem unter anderem der Sitz des französischen Senats liegt. Hergestellt für den Senat, gab dieser den Auftrag zur Herstellung der Stühle 1990 an den französischen Hersteller Fermob. Dieser beauftragte 2002 den Designer Frederic Sofia den Stuhl neu zu gestalten. Sofia versuchte das klassische Design beizubehalten, ihn aber ergonomischer und bequemer zu machen als das alte Modell.

## Herstellung
Hergestellt werden die Stühle in der Fermob-Fabrik in Lyon. Während der Senat-Stuhl noch aus Stahl gefertigt war, wird Luxembourg aus Aluminium gefertigt. Für den Einsatz im Jardin du Luxembourg wird auch weiterhin eine Version aus Stahl produziert und mit dem Label "Senat" ausgezeichnet. Bei beiden sind Rückenlehne und Sitzfläche aus gewölbten Latten, die übrigen Teile aus Rohren gefertigt. Während die klassischen Stühle im Jardin du Luxembourg seit den 1920ern in einem unauffälligen grün gefärbt sind, stellt Fermob die Stühle in insgesamt 24 Farbtönen her.

## Rezeption
Seit 2008 ist der Luxembourg-Stuhl Teil der Sammlung des Fonds national d’art contemporain.
Der Senat war Objekt einer Photocollage von David Hockney (hair (Jardin de Luxembourg in Paris on August 10, 1985), 1985) und eines Fotos von André Kertész. Hockney veröffentlichte die Collage zuerst in der französischen Vogue
Luxembourg findet sich mittlerweile in diversen Parks und Museen der Welt. Unter anderem ist er zentraler Anteil einer Installation am Oakland Museum of California. Die Harvard University hat die Stühle in ihrem Freigelände, ebenso wie sie im Park des Art Institute of Chicago und vor dem Architekturinstitut der Technischen Universität Delft. In Deutschland stehen sie beispielsweise auf dem Stuttgarter Schlossplatz.